# Nick Moyake
Nikele „Nick“ Moyake (* 1934 in Addo (Südafrika); † 1969 in Port Elizabeth) war ein südafrikanischer Musiker (Tenorsaxophon) des Modern Jazz.

## Leben und Wirken
Moyake ging als Jugendlicher nach Port Elizabeth. Er spielte bei African Jazz und bildete mit Dudu Pukwana die Jazz Giants, mit denen er 1962 den ersten Preis auf dem Johannesburg Jazz Festival gewann (Aufnahmen für New Sound/Gallo). Als Studiomusiker war er an zahlreichen Mbaqanga-Aufnahmen beteiligt, unter anderem für West Nkosi und für Reggie Msomi. 1963 legte er eigene Aufnahmen auf Meritone Big Beat vor und war Mitglied der Castle Lager Big Band von Chris McGregor, die eine Keimzelle für die Blue Notes war, mit denen er anschließend tourte. Mit diesem Sextett – McGregor, Pukwana, Mongezi Feza, Johnny Dyani und Louis Moholo – emigrierte er 1964 nach Europa, nach einer Einladung zum Festival Jazz à Juan in Antibes. Während des auf das Festival folgenden Aufenthalts der Band in Zürich kehrte er zurück nach Südafrika zurück, wo er mit Harry Moyaga, Pat Matshikiza und Early Mabuza auftrat. Auch nahm er mit den Mthunzini Girls (um 1966) und der Makhona Tsohle Band (1967) auf. Er starb an einem Hirntumor. 
Die südafrikanischen Soul Giants widmeten ihm ihr erstes Album I Remember Nick.

## Diskographische Hinweise
- Chris McGregor & The Castle Lager Big Band Jazz: The African Sound (Gallo/Teal, 1963)
- Blue Notes Township Bop (Proper Records, 1964)
- Blue Notes Legacy: Live In South Africa (Ogun Records, 1964)